# Yngsjö

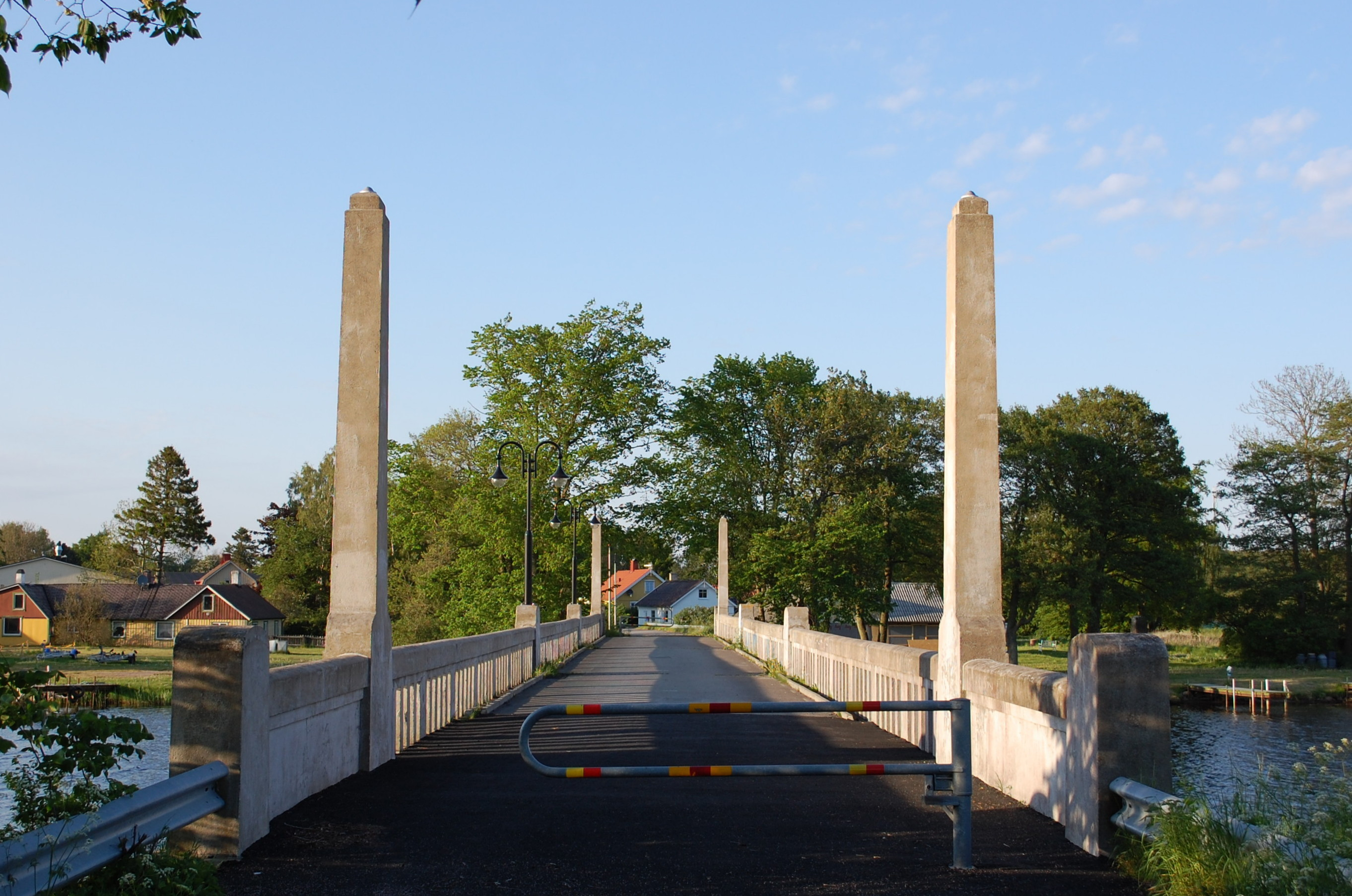
Gamla bron

Yngsjö är en tätort i Kristianstads kommun i Skåne län belägen 27 kilometer sydost om Kristianstad. Under sommaren ökar invånarantalet på grund av de många fritidshusen i området.
Yngsjö, som ligger vid Hanöbukten, är en badort med sin långa vita badstrand. Hundbadplats finns vid naturistbadplatsen. 
Våtmarkerna vid Pulken utanför Yngsjö är ett populärt rastställe för tranor. De matas med korn för att undvika skador på nysådda åkrar.
Helge å mynnar genom Gropahålet i Östersjön. Varje år, måndagen efter midsommarhelgen anordnas en kostnadsfri ålabodsvandring längs ålakusten.

## Historia
Yngsjö omtalas första gången i ett kungligt brev år 1135. Vid Yngsjö by har stenåldersboplatser påträffats.
I Yngsjö skedde Yngsjömordet, som ägde rum i slutet av 1800-talet, och som ledde till den sista avrättningen av en kvinna i Sverige.  
En sjöräddningsstation fanns tidigare i Yngsjö. År 2019 omlokaliserades den till Åhus.  

### Befolkningsutveckling
| Befolkningsutvecklingen i Yngsjö 1960–2020 | Befolkningsutvecklingen i Yngsjö 1960–2020 | Befolkningsutvecklingen i Yngsjö 1960–2020 | Befolkningsutvecklingen i Yngsjö 1960–2020 | Befolkningsutvecklingen i Yngsjö 1960–2020 |
| ------------------------------------------ | ------------------------------------------ | ------------------------------------------ | ------------------------------------------ | ------------------------------------------ |
|                                            |                                            |                                            |                                            |                                            |
| År                                         |                                            |                                            | Folkmängd                                  | Areal (ha)                                 |
| 1960                                       | 1960                                       |                                            | 238                                        |                                            |
| 1965                                       | 1965                                       |                                            | 254                                        |                                            |
| 1970                                       | 1970                                       |                                            | 284                                        |                                            |
| 1975                                       | 1975                                       |                                            | 270                                        |                                            |
| 1980                                       | 1980                                       |                                            | 272                                        |                                            |
| 1990                                       | 1990                                       |                                            | 307                                        | 50                                         |
| 1995                                       | 1995                                       |                                            | 334                                        | 50                                         |
| 2000                                       | 2000                                       |                                            | 334                                        | 54                                         |
| 2005                                       | 2005                                       |                                            | 341                                        | 52                                         |
| 2010                                       | 2010                                       |                                            | 302                                        | 46                                         |
| 2015                                       | 2015                                       |                                            | 565                                        | 315                                        |
| 2020                                       | 2020                                       |                                            | 717                                        | 323                                        |
| Anm.: Sammanvuxen med Yngsjöstrand 2015.   |                                            |                                            |                                            |                                            |

## Näringsliv
Främsta industri i orten är brunnsborrarföretaget Malmberg Borrning AB och miljöteknikföretaget Malmberg Water AB. Andra verksamheter på är Kastanjelunds Wärdshus, Otto och Glassfabriken och Yngsjö Havsbad. 
Under 1900-talets första hälft var tobaksodling en dominerande verksamhet. En legendarisk tobaksodlare var Alida Olsson ”Mor Alida”. Den sista tobaksskörden bärgades i Yngsjö under hösten 1964 i och med att Svenska Tobaksmonopolet upphörde med att ta emot svenskodlad tobak.
Ålfisket längs Ålakusten är reglerat genom ett unikt system av åldrätter. De äldsta åldrätterna är från 1700-talet.

## Idrott
I Yngsjö finns fotbollslaget Yngsjö IF, som 1991-1992 återfanns i division II och då var kommunens bästa fotbollslag.